# Kategoria e parë 2003/04
Die Kategoria e parë 2003/04 war die 56. Spielzeit der zweithöchsten albanischen Fußballliga und die sechste Saison unter diesem Namen. Sie begann am 13. September 2003 und endete am 15. Mai 2004.

## Modus
Die zehn Mannschaften spielten in der eingleisigen Liga an 18 Spieltagen zunächst jeweils zweimal gegeneinander. Danach spielten die besten fünf in der Aufstiegsrunde, in der sich die beiden besten Teams für die Kategoria Superiore qualifizierten, während die unteren vier in der Platzierungsrunde spielten. Nachdem die Zweitligasaison in der folgenden Saison auf 12 Vereine aufgestockt wurde, blieb der Letzte der Platzierungsrunde vom Abstieg verschont.

## Vereine
| Verein                   | Stadt       |
| ------------------------ | ----------- |
| KF Apolonia Fier         | Fier        |
| KS Besëlidhja Lezha      | Lezha       |
| KS Bylis Ballsh          | Ballsh      |
| KF Erzeni Shijak         | Shijak      |
| KS Egnatia Rrogozhina    | Rrogozhina  |
| KF Laçi                  | Laç         |
| KS Luftëtari Gjirokastra | Gjirokastra |
| KF Naftëtari Kuçova      | Kuçova      |
| FK Tomori Berat          | Berat       |
| KS Veleçiku Koplik       | Koplik      |

## 1. Runde

### Tabelle
| Pl. | Verein                   | Sp. | S  | U | N  | Tore    | Diff. | Punkte |
| --- | ------------------------ | --- | -- | - | -- | ------- | ----- | ------ |
| 1.  | KS Egnatia Rrogozhina    | 18  | 10 | 6 | 2  | 030:150 | +15   | 36     |
| 2.  | KS Bylis Ballsh (A)      | 18  | 11 | 2 | 5  | 041:210 | +20   | 35     |
| 3.  | KF Laçi                  | 18  | 9  | 6 | 3  | 024:150 | +9    | 33     |
| 4.  | FK Tomori Berat          | 18  | 8  | 6 | 4  | 023:160 | +7    | 30     |
| 5.  | KF Naftëtari Kuçova      | 18  | 7  | 6 | 5  | 028:220 | +6    | 27     |
| 6.  | KS Besëlidhja Lezha (A)  | 18  | 7  | 4 | 7  | 026:240 | +2    | 25     |
| 7.  | KF Apolonia Fier (N)     | 18  | 5  | 5 | 8  | 015:230 | −8    | 20     |
| 8.  | KF Erzeni Shijak (A)     | 18  | 6  | 2 | 10 | 019:280 | −9    | 20     |
| 9.  | KS Luftëtari Gjirokastra | 18  | 4  | 6 | 8  | 027:300 | −3    | 18     |
| 10. | KS Veleçiku Koplik 1     | 18  | 1  | 1 | 16 | 013:520 | −39   | 04     |

Platzierungskriterien: 1. Punkte – 2. Direkter Vergleich (Punkte, Tordifferenz, geschossene Tore) – 3. Tordifferenz – 4. geschossene Tore

| (A) | Absteiger aus der Kategoria Superiore 2002/03 |
| (N) | Neuaufsteiger                                 |

## 2. Runde

### Aufstiegsrunde
Die Ergebnisse der 1. Runde wurden übernommen
| Pl. | Verein                | Sp. | S  | U | N  | Tore    | Diff. | Punkte |
| --- | --------------------- | --- | -- | - | -- | ------- | ----- | ------ |
| 1.  | KF Laçi               | 26  | 15 | 7 | 4  | 044:210 | +23   | 52     |
| 2.  | KS Egnatia Rrogozhina | 26  | 15 | 7 | 4  | 040:200 | +20   | 52     |
| 3.  | FK Tomori Berat       | 26  | 13 | 7 | 6  | 039:260 | +13   | 46     |
| 4.  | KS Bylis Ballsh (A)   | 26  | 11 | 3 | 12 | 048:450 | +3    | 36     |
| 5.  | KF Naftëtari Kuçova   | 26  | 8  | 8 | 10 | 037:390 | −2    | 32     |

Platzierungskriterien: 1. Punkte – 2. Direkter Vergleich (Punkte, Tordifferenz, geschossene Tore) – 3. Tordifferenz – 4. geschossene Tore

| (A) | Absteiger aus der Kategoria Superiore 2002/03 |

### Meisterfinale
|                       | Ergebnis |         |
| --------------------- | -------- | ------- |
| KS Egnatia Rrogozhina | 0:1      | KF Laçi |

### Platzierungsrunde
Die Ergebnisse der 1. Runde wurden übernommen
| Pl. | Verein                   | Sp. | S  | U | N  | Tore    | Diff. | Punkte |
| --- | ------------------------ | --- | -- | - | -- | ------- | ----- | ------ |
| 6.  | KS Besëlidhja Lezha (A)  | 24  | 11 | 4 | 9  | 036:330 | +3    | 37     |
| 7.  | KF Erzeni Shijak (A)     | 24  | 9  | 4 | 11 | 026:310 | −5    | 31     |
| 8.  | KS Luftëtari Gjirokastra | 24  | 6  | 7 | 11 | 033:370 | −4    | 25     |
| 9.  | KF Apolonia Fier (N) 2   | 24  | 6  | 6 | 12 | 019:310 | −12   | 24     |

Platzierungskriterien: 1. Punkte – 2. Direkter Vergleich (Punkte, Tordifferenz, geschossene Tore) – 3. Tordifferenz – 4. geschossene Tore

| (A) | Absteiger aus der Kategoria Superiore 2002/03 |
| (N) | Neuaufsteiger                                 |